# Federica di Hannover
Federica di Hannover (nome completo in tedesco Frederica Louise Thyra Victoria Margaret Sophie Olga Cecily Isabelle Christina; Blankenburg, 18 aprile 1917 – Madrid, 6 febbraio 1981) è stata regina consorte degli Elleni dal 1947 al 1964, in quanto moglie di re Paolo.
Nipote dell'imperatore tedesco Guglielmo II, si sposò nel 1938 e durante la seconda guerra mondiale, dal 1941, visse in esilio con la famiglia. Tornò in Grecia con il referendum sulla monarchia del 1946 e pochi mesi dopo salì al trono al fianco del marito. Con lui assunse nel regno un ruolo da protagonista, per via del suo temperamento volitivo e determinato. Negli ultimi anni della Guerra civile greca la coppia fece diversi viaggi allo scopo di unire il paese in un momento d'instabilità. Nonostante ciò, le ingerenze di Federica negli affari nazionali, il suo sodalizio con gli ambienti militari anticomunisti e il suo passato da adolescente nella Lega delle ragazze tedesche, l'ala femminile della Gioventù hitleriana, contribuirono in modo importante alla sua impopolarità.
Rimasta vedova, si ritirò dalla vita pubblica e restò formalmente regina madre fino all'abolizione della monarchia da parte della dittatura dei colonnelli nel 1973. Ciò non impedì all'opposizione politica di ritenerla l'eminenza grigia alla corte del figlio Costantino II finché rimase sul trono e come capo di Stato greco. Dal colpo di Stato del 1967 trascorse l'esilio prima in Italia, poi in India e infine in Spagna, dedicandosi al suo interesse per la spiritualità induista. Morì nel 1981 e fu sepolta al palazzo di Tatoi, solo dopo difficili trattative tra la Spagna e la Grecia.

## Biografia

### Giovinezza

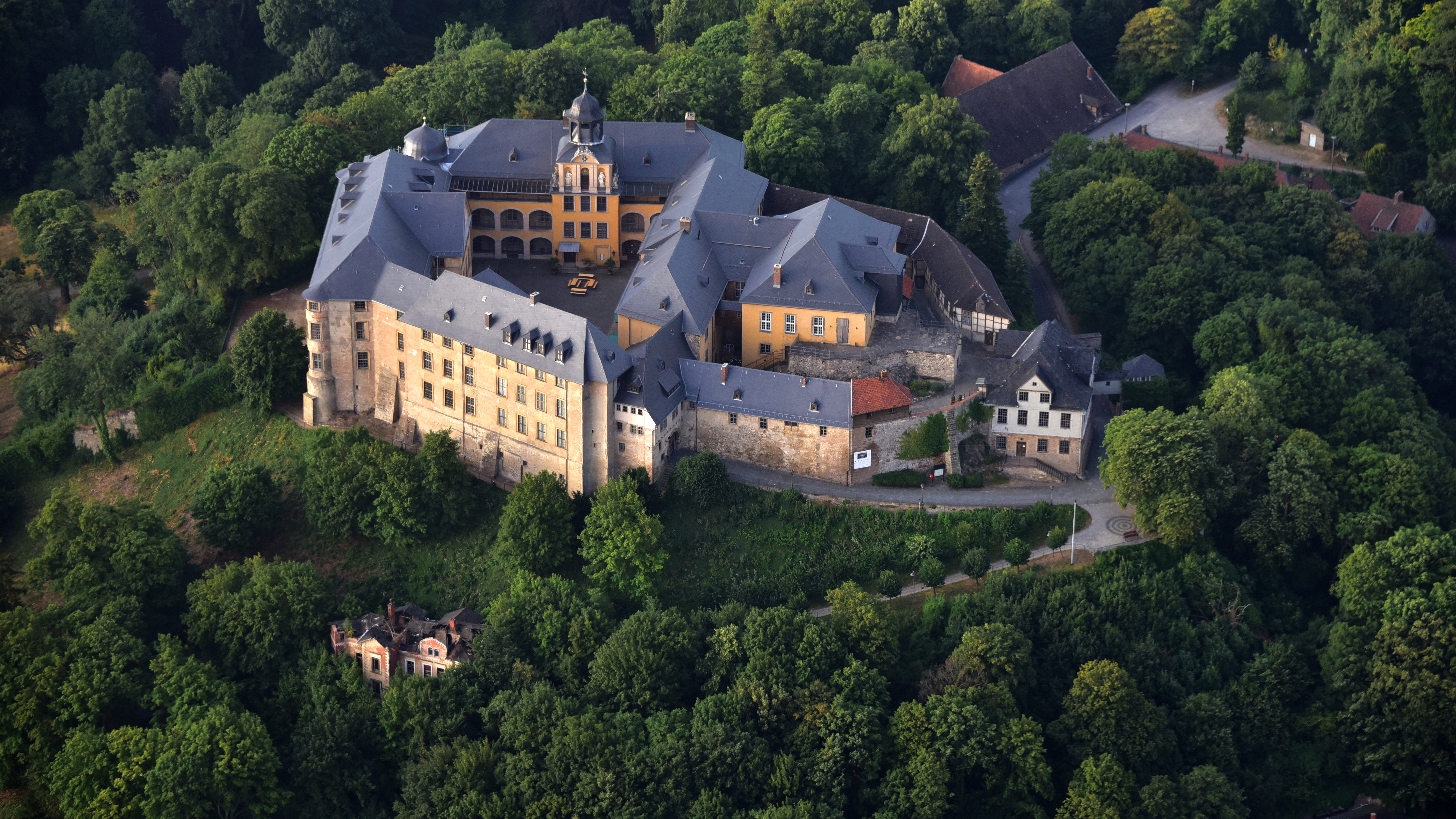
Il castello in cui nacque Federica

La principessa Federica nacque nel castello di Blankenburg, terzogenita di Ernesto Augusto III di Brunswick e di Vittoria Luisa di Prussia. Da parte del padre discendeva dalla dinastia Hannover e dal re Giorgio III del Regno Unito. Da parte di madre, era nipote di Guglielmo II di Germania e trisnipote della regina Vittoria. Dopo la rivoluzione di novembre e l'abdicazione di suo padre, la famiglia si spostò a Gmunden, in Austria, per tornare in Germania una volta che la situazione politica si acquietò.
Durante la sua infanzia le era permesso incontrare i genitori nei momenti dei pasti e di preghiera, sebbene fosse solita trascorrere del tempo con la madre in bicicletta o a cavallo. Non a caso l'equitazione si tramutò in una sua grande passione, inoltre ebbe un rapporto molto stretto con la nonna paterna, Thyra di Danimarca. Crescendo sviluppò un carattere intraprendente e testardo, nonostante l'educazione conservatrice e luterana che, fino all'età di 17 anni, le venne impartita da un'istitutrice tedesca e una governante inglese. I suoi interessi includevano la letteratura e la filosofia, a cui si dedicava in segreto poiché le sue letture erano sottoposte a una rigida sorveglianza.

### Adolescenza e tentativi di nozze
Con l'ascesa del nazismo nel 1933, Federica venne iscritta controvoglia alla Gioventù hitleriana. Sebbene disprezzasse quel tipo esperienza, ebbe per la prima volta l'occasione di relazionarsi con i suoi coetanei. Nel 1934 Adolf Hitler delegò Joachim von Ribbentrop a chiedere ai suoi genitori di farla maritare a Edoardo, principe di Galles, in modo da riconciliare Germania e Regno Unito. Tuttavia, gli ex duchi di Brunswick non vollero acconsentire, ritenendo che la differenza d'età fra i due fosse troppo ampia, e risposero di non voler obbligare la figlia a sposare nessun uomo. In seguito, al fine di distanziarla dalle aspirazioni del nazismo, Federica venne mandata a studiare presso il North Foreland Lodge, un collegio britannico.

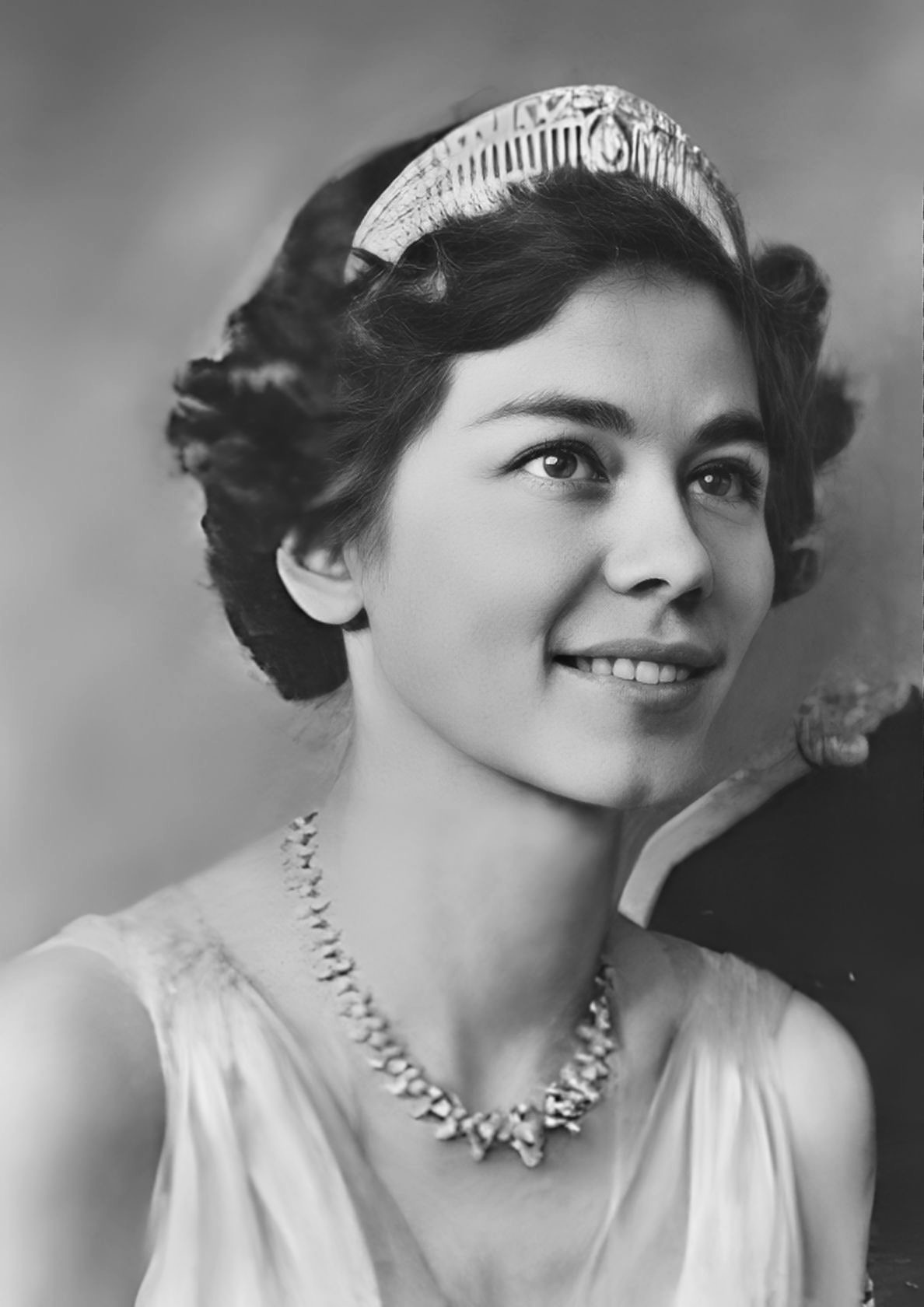
Federica di Grecia nel 1939.

In base a quanto rivelato dalla stampa danese negli anni '80 e dalle memorie della giornalista Hélène Vlachou, un altro tentativo di darla in moglie a un principe, stavolta Pietro di Grecia, venne architettato dal principe Giorgio senza successo. Nel 1935 si stabilì a Firenze per continuare gli studi e in seguito entrò in un istituto statunitense vicino alla Società delle Nazioni. Di conseguenza si appassionò alle relazioni internazionali e si accostò all'ideologia pacifista, sostenendo il ruolo dell'istruzione nell'eliminazione della guerra e riscontrando la disapprovazione di entrambi i genitori.

### Matrimonio
A Firenze, nell'abitazione di Elena di Grecia, Federica incontrò il cugino Paolo, ma una volta terminato l'anno scolastico fece ritorno in Germania nella casa paterna. Si rividero nel 1936, durante le Olimpiadi di Berlino, e dopo una prima proposta di matrimonio rifiutata dai genitori di lei (che ritenevano troppo larga la differenza d'età), Paolo chiese per la seconda volta la mano di Federica, così che i due si fidanzarono ufficialmente nel 1937.
Il loro fidanzamento aprì le porte alle preoccupazioni della popolazione greca, che temeva di contribuire ai costi di nozze sontuose e vedeva la nazionalità tedesca della sposa, e la sua stretta parentela con il kaiser Guglielmo II, come un riferimento agli Imperi centrali della prima guerra mondiale. A vedere con favore il matrimonio fu sicuramente Adolf Hitler, che sperava di poter acquisire influenza anche sul regno ellenico. Di conseguenza, l'anglofilo sovrano Giorgio II, si impegnò per mettere in secondo piano le origini tedesche di Federica, ponendo in risalto la sua ascendenza inglese (era anche in linea di successione al trono britannico, al 34⁰ posto).

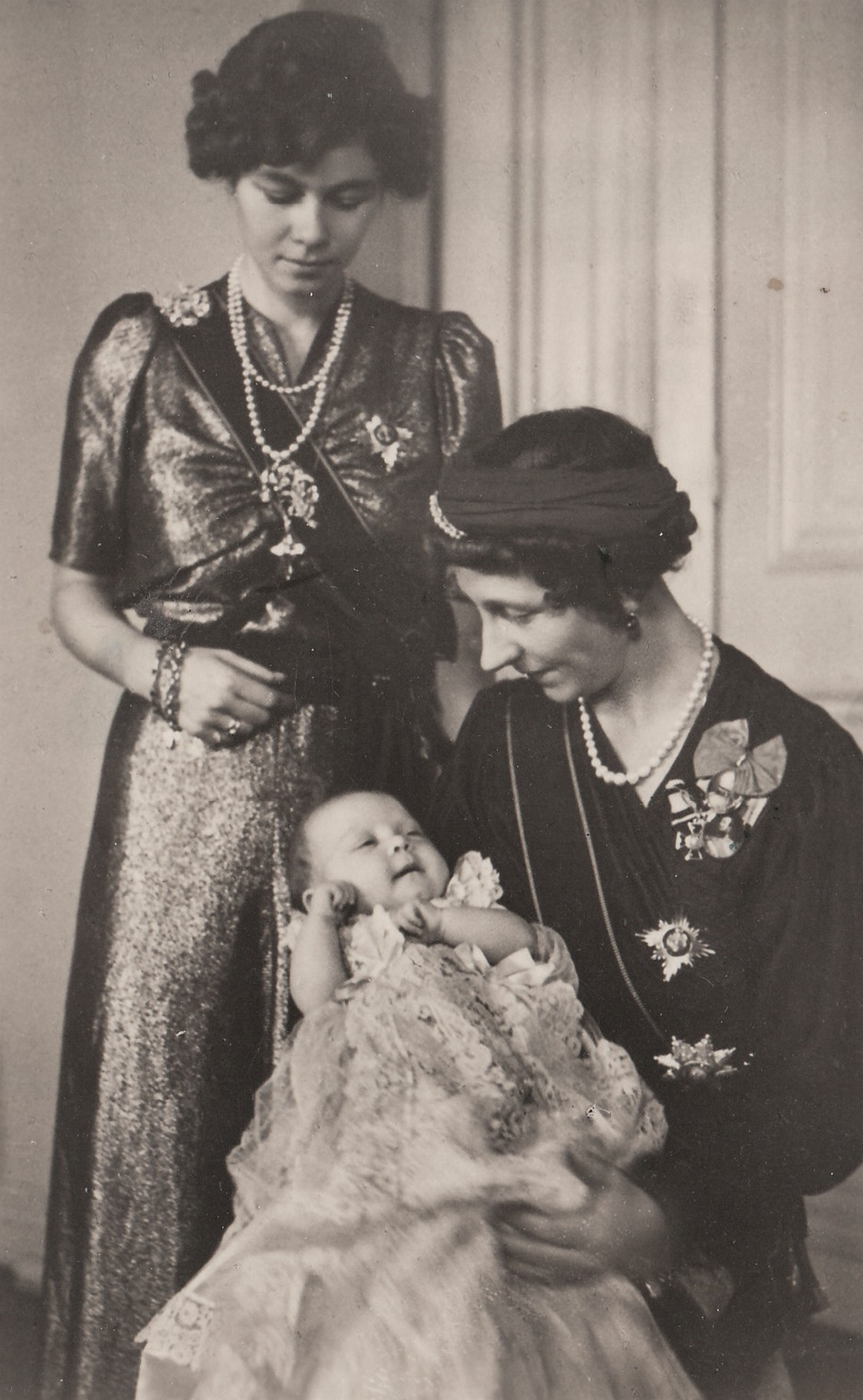
Federica, la madre Vittoria Luisa e la primogenita Sofia, nel 1939.

Tuttavia, un'altra polemica nacque attorno la figura di Federica. Il Santo Sinodo ritenne che il suo nome non era adatto alla fede ortodossa e per tale motivo le venne chiesto di cambiarlo. Federica rifiutò con fermezza, affermando che il suo nome era una parte fondamentale della sua identità. Arrivò in Grecia all'inizio di gennaio del 1938, dopo un incontro con Ioannis Metaxas e il fidanzato presso il confine con la Jugoslavia. Si sposò il 9 gennaio, all'età di 20 anni, con una fastosa cerimonia che dalla maggior parte dei cittadini non venne recepita positivamente. A provocare disagio nella popolazione fu anche la massiccia presenza di aristocratici tedeschi, invitati tra le personalità della nobiltà europea. Dopo il matrimonio la coppia si stabilì al palazzo di Psichiko, dove a novembre nacque Sofia, la loro primogenita. Dopo un viaggio per la Grecia, nel 1939 intrapresero una visita ufficiale in Francia e Federica decise di recarsi a Doorn, nei Paesi Bassi, dal nonno Guglielmo II per il suo 80⁰ compleanno. Nel 1940 nacque il figlio Costantino.

### Guerra e esilio

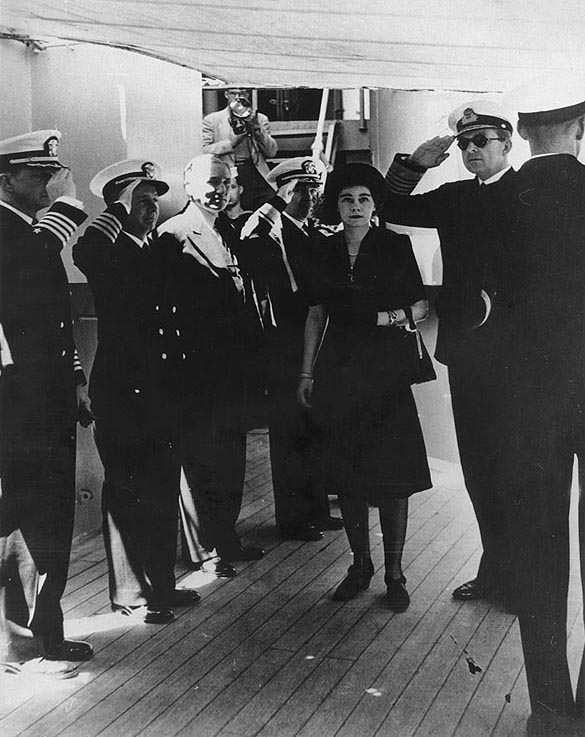
Federica sulla USS Providence.

Sul finire della campagna italiana di Grecia, Federica e altri membri della famiglia reale partirono alla volta di Creta il 22 aprile 1941. Il 30 aprile si spostarono in Egitto, dove rimasero fino a quando, a causa della preoccupazione del re Fārūq I e del suo governo filo-italiano, dovettero cambiare ancora residenza. Giorgio VI del Regno Unito consentì solo a Giorgio II e al principe Paolo di stanziarsi a Londra, permettendo al resto dei famigliari di spostarsi in Sudafrica. Federica e i parenti partirono il 27 giugno sul Nieuw Amsterdam, attraccando l'8 luglio a Durban. Dopo due mesi trascorsi al fianco della moglie e dei figli, Paolo lasciò il Sudafrica alla volta di Londra e Federica si trasferì a Pretoria, presso Villa Irene, dove risiedeva il primo ministro Jan Smuts. Egli divenne una figura paterna per la principessa, svilupparono infatti un solido legame e condividevano l'interesse per le questioni di carattere filosofico.
Ormai Federica poteva vedere di rado il marito e approfittò del tempo a disposizione per imparare a guidare. Nel 1942 nacque l'ultimogenita, Irene, e nel gennaio 1944 si trasferì al Cairo, per vivere vicina al coniuge nonostante la riluttanza di Giorgio II. Da allora la coppia strinse amicizia con alcune personalità del paese, tra cui la regina Farida. Nonostante la fine della guerra, Federica e i famigliari poterono tornare in Grecia fino a quando non si seppe l'esito del referendum sul mantenimento della monarchia del 1946, che alla fine ebbe la meglio. Il 27 settembre Federica e Paolo si riunirono con Giorgio II a Eleusi e, tornati ad Atene, si trasferirono di nuovo al palazzo di Psichiko, dove fondarono una scuola per i loro figli. Fu in questo periodo che Federica si convertì alla fede greco-ortodossa.

### Ascesa al trono

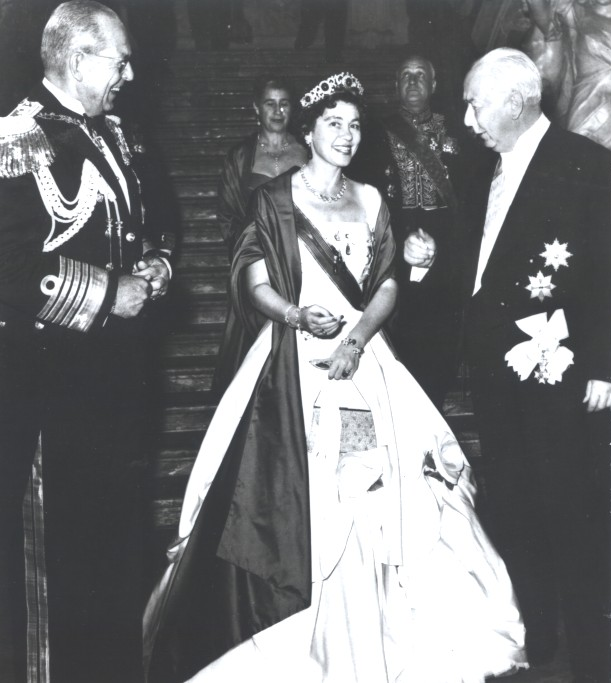
Paolo e Federica in Germania Ovest con Theodor Heuss, nel 1954

Il 1⁰ aprile 1947 Giorgio II morì e Paolo e Federica salirono al trono, trasferendosi al palazzo reale di Atene e, nel 1949, a Tatoi. Il 25 dicembre 1947 la città di Konitsa venne attaccata dalla fazione comunista della guerra civile e poiché re Paolo era malato, Federica vi si diresse per sostenere l'esercito greco. Con questo viaggio ottenne successo e popolarità ma, stando alle sue memorie, in seguito soffrì per un periodo di depressione.

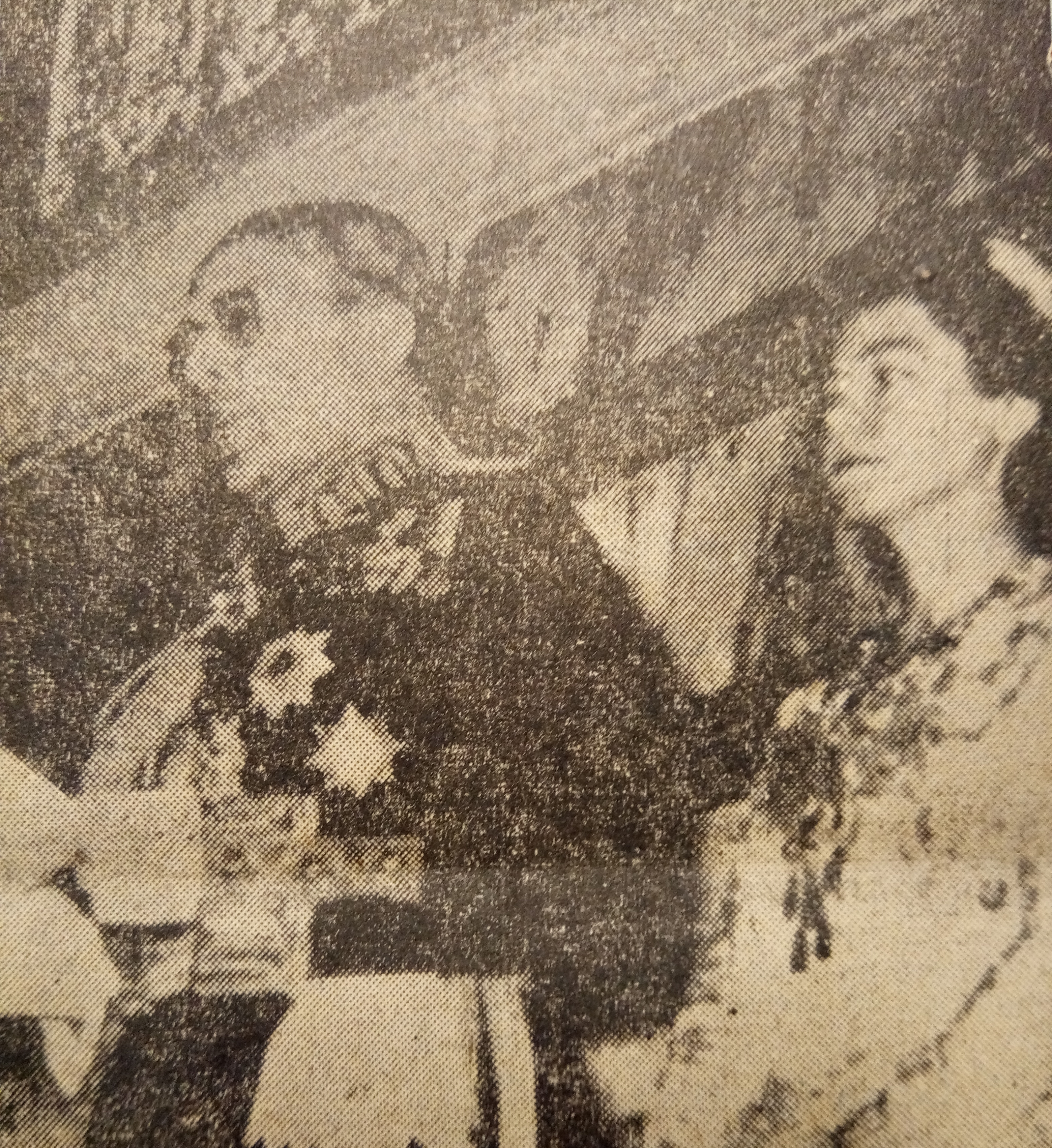
I Sovrani greci nel 1956.

Per rispondere alla situazione di precarietà portata dalla guerriglia, nel 1947 Federica e Paolo crearono una raccolta di fondi a favore delle vittime. Con il denaro accumulato, la regina predispose dei campi rifugio, dove venivano ospitati i bambini orfani, da famiglie povere o dalle zone di guerra. Questi campi raccolsero, inoltre, anche i figli di combattenti del DSE. Per tale motivo questa iniziativa venne criticata dalla sinistra, la quale riteneva che il potere monarchico greco stesse effettuando sequestri di persona con conseguente indottrinamento ideologico ed un modo di fare propaganda della monarchia.

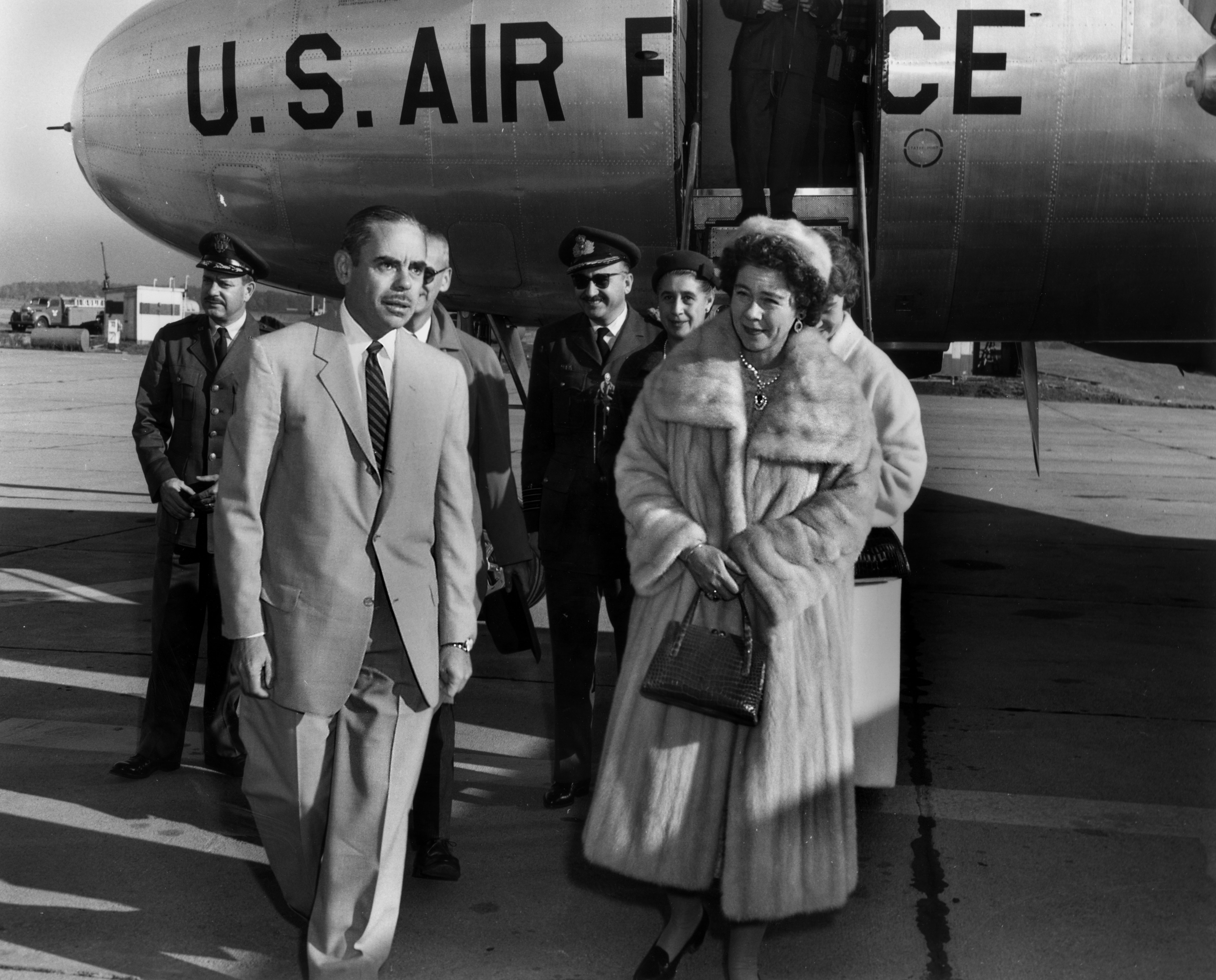
La Regina di Grecia nel 1958.

A partire dagli anni '50 la coppia reale intraprese vari viaggi nelle province greche e all'estero e nel 1954 Federica organizzò la "crociera dei re" nell'Egeo, sul panfilo Agamemnon dell'armatore Eugenides: vi parteciparono gli esponenti della maggior parte delle famiglie reali europee. Appassionata di politica, cominciò anche a essere consultata dal marito per la maggior parte delle decisioni e, se ai cittadini si esponeva con più cordialità, non si poneva problemi nel mostrare ai politici greci il proprio disprezzo. Inoltre mantenne legami personali con diversi statisti, quali Winston Churchill e George  Marshall, e non nascose le sue opinioni politiche, decisamente anticomuniste. Nel 1952 condusse anche una campagna contro l'elezione di Alexandros Papagos a primo ministro e alcuni storici ritengono che l'instabilità della monarchia greca fosse dovuta anche alle sue ingerenze nella politica nazionale. Durante l'adolescenza dei figli si impegnò per trovar loro dei potenziali coniugi che appartenessero alle altre famiglie reali europee. Prima del matrimonio della figlia Sofia con Juan Carlos di Borbone-Spagna (celebrato fastosamente nella Cattedrale di Atene nel 1962), fece in modo di farle ricevere un'ingente dote, scatenando contrasti importanti tra la casa reale e il Parlamento. Nel 1963 ricorreva il centenario dell'ascesa sul trono greco della dinastia regnante danese, ma i partiti all'opposizione boicottarono le manifestazioni.

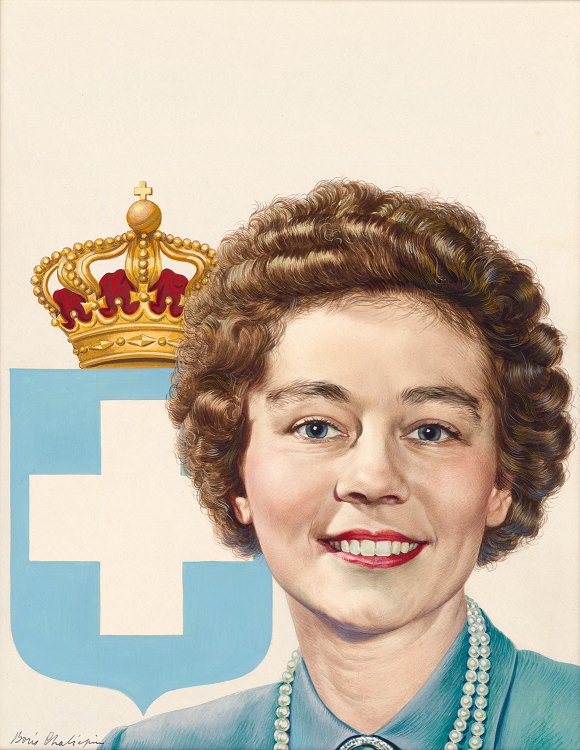
Federica sul TIME, 1953.

Un mese più tardi Federica si recò con la figlia Irene a Londra, per assistere al matrimonio di Alexandra di Kent. Il loro arrivo ebbe un'ampia copertura mediatica e la giornalista e militante comunista anglo-greca Betty Ambatielos, il cui marito si trovava prigioniero politico in Grecia, organizzò una manifestazione antimonarchica di greci espatriati contro la regina davanti all'albergo in cui alloggiava. Federica e Irene trovarono quindi rifugio nell'abitazione dell'attrice Marti Stevens e in seguito il governo britannico si scusò in maniera piuttosto maldestra per l'accaduto con la famiglia reale greca. A novembre Federica rappresentò la Grecia ai funerali del presidente Kennedy, che aveva ospitato con la moglie Jacqueline solo qualche mese prima.

### Vedovanza
Nel gennaio del 1964 al re Paolo venne diagnosticato un cancro allo stomaco. Nonostante i due interventi chirurgici a cui era stato sottoposto, morì dopo due mesi. Dopo il matrimonio del figlio, celebrato a settembre, Federica ritornò a vivere al palazzo di Psichiko e decise di ritirarsi dalla scena pubblica per lasciare spazio alla nuora, la regina Anna Maria, essendo consapevole di non godere di un'ottima reputazione. Rinunciò anche all'appannaggio concessole dal Parlamento, ma nonostante ciò l'opposizione politica la accusò di influenzare il figlio e di spingerlo verso scelte non democratiche.

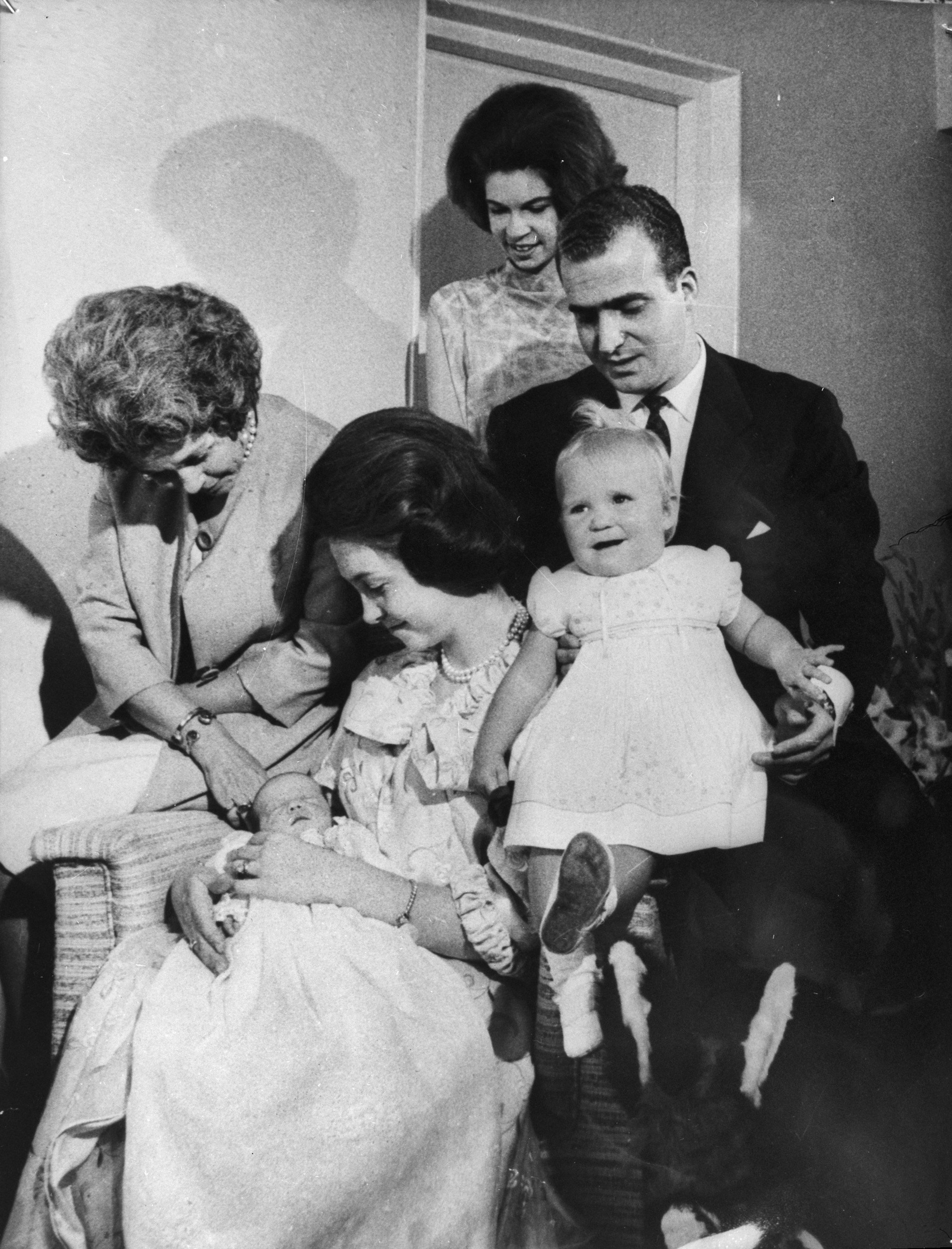
Federica con la figlia Irene e Sofia, assieme al marito Juan Carlos e le due figli, Elena e Cristina di Spagna.

Dopo il colpo di Stato del 1967 e il contro-golpe di Costantino II, Federica andò in esilio a Roma con i parenti, per poi vivere in Italia con la figlia Irene fino al 1969. In questo periodo si dedicò alla famiglia, alla pittura e ai viaggi. In particolare, a causa dei suoi soggiorni a Oslo, si iniziò a credere che stesse per sposarsi in seconde nozze con Olav V di Norvegia. Prese a viaggiare con costanza anche in Spagna, dove viveva la famiglia della prima figlia, e quando si presentava l'occasione gradiva farsi ricevere da Francisco Franco e Carmen Polo. Tuttavia, anche presso la corte spagnola le sue azioni venivano ritenute intrusive (da Franco così come dai Borbone di Spagna), specie da quando, nel 1962 quando era ancora regina consorte di Grecia, chiese alla regina madre spagnola Vittoria Eugenia di intercedere affinché il figlio conte Giovanni rinunciasse ai suoi diritti al trono, a favore del genero Juan Carlos e di Sofia.

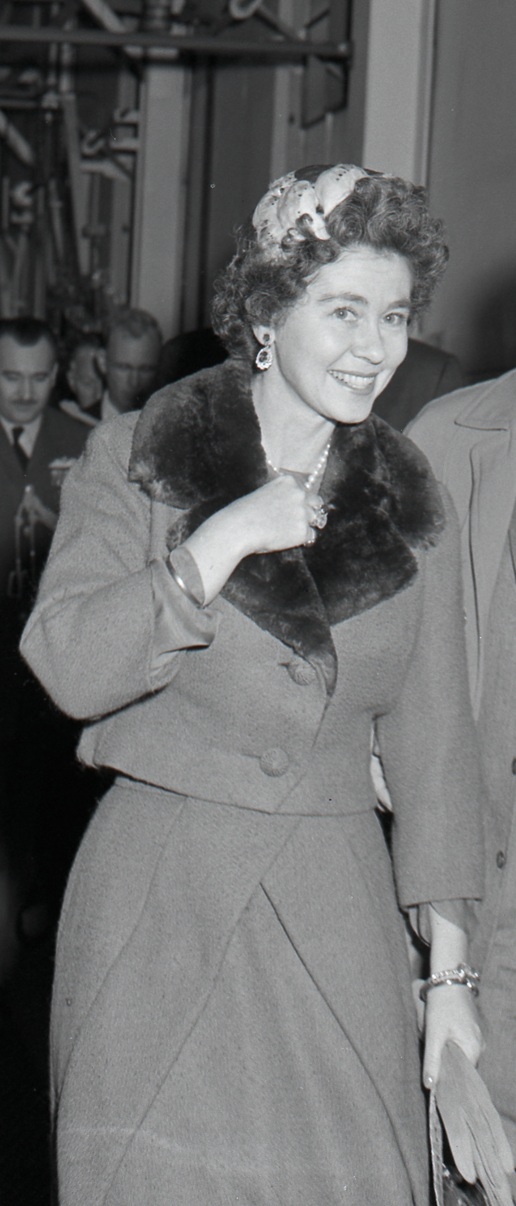
Federica di Grecia.

Con la morte del marito decise anche di diventare vegetariana e dopo un incontro con Werner Karl Heisenberg si interessò al misticismo quantico. Da allora si dedicò a una personale ricerca spirituale, ponendo attenzione all'induismo, con cui entrò in contatto in un viaggio in India nel 1963, e si dedicò alla meditazione. Venne anche invitata a Madras dal filosofo T.M.P. Mahadevan, per assistere a una serie di lezioni universitarie, e finì per stabilirsi lì con la figlia Irene nel 1969. Rimase affascinata dalla cultura del luogo e continuò ad abitarvi fino al 1974, consapevole che la sua presenza altrove ostacolava il tentativo di Costantino II di tornare normalmente al trono. Egli stesso, nella sua campagna a favore della monarchia, promise di lasciare la madre fuori da ogni questione politica. Nonostante questo, ricevette altre critiche per la sua nuova scelta di vita: la Chiesa greca giudicò negativamente le sue affermazioni in ambito religioso e la minacciò di scomunica con l'accusa di aver praticato la teosofia.

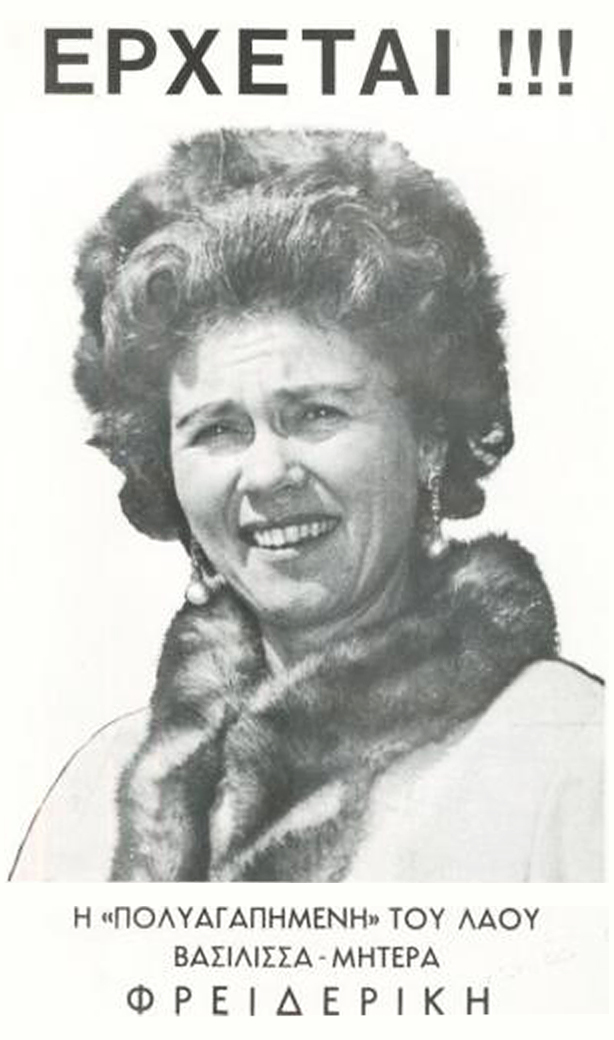
Il manifesto contro Federica nella campagna referendaria del 1974

Già nel 1971, anno in cui pubblicò l'autobiografia A Measure of Understanding, chiese al regime franchista di insediarsi a Madrid definitivamente, poiché stanca di vivere senza una fissa dimora. Nel 1973 la monarchia greca venne abolita dai militari, mentre quando venne indetto un referendum l'anno dopo per confermare la Repubblica o meno, durante la campagna la fazione repubblicana appose sui propri manifesti un ritratto di Federica, corredato dallo slogan "Se voti sì, lei torna", riferendosi ai ricordi negativi che aveva lasciato rispetto al periodo trascorso da regina. Nel 1978 ottenne il consenso per trasferirsi al palazzo della Zarzuela, in Spagna, dove ora regnava il genero.

### Morte

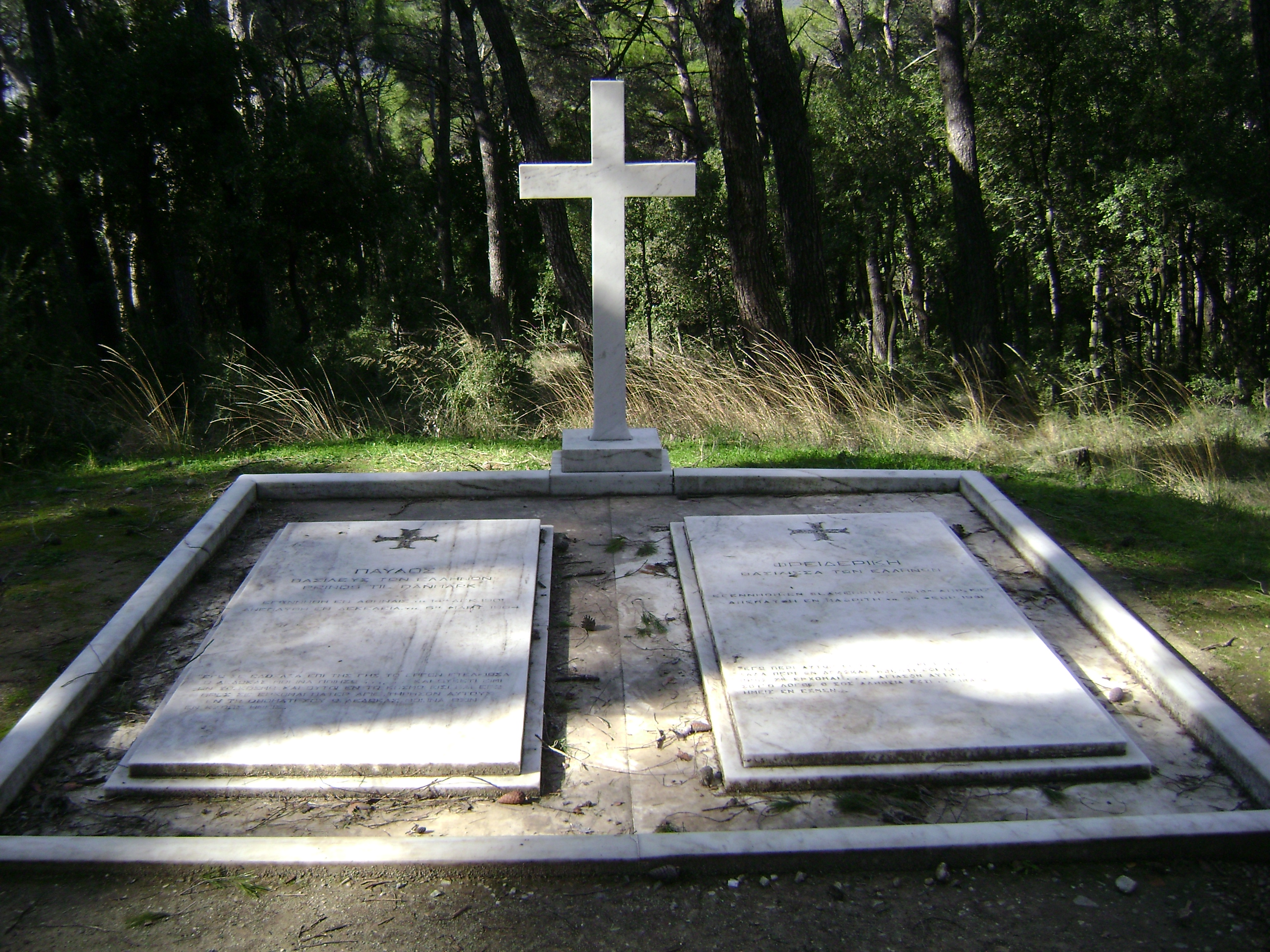
La sepoltura di Paolo e Federica

Con lo scorrere del tempo la salute di Federica peggiorò e cominciò a soffrire di sordità e problemi cardiaci. All'inizio degli anni '80 volle sottoporsi a un'operazione di blefaroplastica, per agevolare la vista, secondo i suoi parenti, o per motivi estetici, secondo la stampa. A causa dei problemi di cuore, il suo medico britannico non volle operarla, così la regina si rivolse a Carlos Zurita, marito dell'infanta Margherita, il quale accettò. Venne così operata senza che nessun famigliare fosse stato prima avvertito. Non resse l'anestesia e morì durante l'intervento per insufficienza cardiaca, nella notte del 6 febbraio 1981, all'età di 63 anni.
La salma venne trasportata al palazzo della Zarzuela e Mélétios Karabinis, metropolita greco-ortodosso di Francia, condusse una cerimonia in suo onore. Nel frattempo il Governo spagnolo avviò le trattative con quello greco per far tumulare la regina nella sua patria adottiva. Non senza difficoltà, si riuscì a farla seppellire accanto ai resti del marito e i membri dell'ex famiglia reale ricevettero il consenso per rientrare nel paese per la prima volta dall'esilio, solo per poche ore, al fine di assistere alla sepoltura. Il funerale, totalmente privato, si tenne il 12 febbraio nella residenza di Tatoi, alla presenza dei rappresentanti di alcune famiglie reali d'Europa.
Nel settembre 2020 una pattuglia di polizia scoprì che la tomba di Federica e Paolo era stata vandalizzata. La croce di marmo che sovrastava la sepoltura era stata spezzata in tre parti e il Ministero della cultura e dello sport ne avviò subito il restauro. Venne anche aperta un'inchiesta per cercare di risalire ai responsabili dell'atto.

## Discendenza
Federica di Hannover e Paolo di Grecia ebbero tre figli e otto nipoti:
- Regina Sofia (1938), sposò Juan Carlos I di Spagna nel 1962:
  - Infanta Elena (1963);
  - Infanta Cristina (1965);
  - Re Filippo VI (1968);
- Re Costantino II (1940-2023), sposò Anna Maria di Danimarca nel 1964:
  - Principessa Alessia (1965);
  - Principe Paolo (1967);
  - Principe Nicola (1969);
  - Principessa Teodora (1983);
  - Principe Filippo (1986);
- Principessa Irene (1942).

## Ascendenza
|                                                                |                          |                                                             | Genitori                                                       |  |  | Nonni |  |  | Bisnonni              |  |  | Trisnonni                     |  |
|                                                                |                          |                                                             |                                                                |  |  |       |  |  | Giorgio V di Hannover |  |  | Ernesto Augusto I di Hannover |  |
|                                                                |                          |                                                             |                                                                |  |  |       |  |  | Giorgio V di Hannover |  |  | Ernesto Augusto I di Hannover |  |
|                                                                |                          | Federica di Meclemburgo-Strelitz                            |                                                                |  |  |       |  |  | Giorgio V di Hannover |  |  |                               |  |
| Ernesto Augusto di Hannover                                    |                          |                                                             |                                                                |  |  |       |  |  | Giorgio V di Hannover |  |  |                               |  |
|                                                                |                          | Maria di Sassonia-Altenburg                                 | Giuseppe di Sassonia-Altenburg                                 |  |  |       |  |  |                       |  |  |                               |  |
|                                                                |                          | Maria di Sassonia-Altenburg                                 | Giuseppe di Sassonia-Altenburg                                 |  |  |       |  |  |                       |  |  |                               |  |
|                                                                |                          | Maria di Sassonia-Altenburg                                 | Amalia di Württemberg                                          |  |  |       |  |  |                       |  |  |                               |  |
| Ernesto Augusto III di Brunswick                               |                          | Maria di Sassonia-Altenburg                                 |                                                                |  |  |       |  |  |                       |  |  |                               |  |
|                                                                |                          | Cristiano IX di Danimarca                                   | Federico Guglielmo di Schleswig-Holstein-Sonderburg-Glücksburg |  |  |       |  |  |                       |  |  |                               |  |
|                                                                |                          | Cristiano IX di Danimarca                                   | Federico Guglielmo di Schleswig-Holstein-Sonderburg-Glücksburg |  |  |       |  |  |                       |  |  |                               |  |
|                                                                |                          | Cristiano IX di Danimarca                                   | Luisa Carolina d'Assia-Kassel                                  |  |  |       |  |  |                       |  |  |                               |  |
| Thyra di Danimarca                                             |                          | Cristiano IX di Danimarca                                   |                                                                |  |  |       |  |  |                       |  |  |                               |  |
|                                                                |                          | Luisa d'Assia-Kassel                                        | Guglielmo d'Assia-Kassel                                       |  |  |       |  |  |                       |  |  |                               |  |
|                                                                |                          | Luisa d'Assia-Kassel                                        | Guglielmo d'Assia-Kassel                                       |  |  |       |  |  |                       |  |  |                               |  |
|                                                                |                          | Luisa d'Assia-Kassel                                        | Luisa Carlotta di Danimarca                                    |  |  |       |  |  |                       |  |  |                               |  |
| Federica di Hannover                                           |                          | Luisa d'Assia-Kassel                                        |                                                                |  |  |       |  |  |                       |  |  |                               |  |
|                                                                | Federico III di Germania | Guglielmo I di Germania                                     |                                                                |  |  |       |  |  |                       |  |  |                               |  |
|                                                                | Federico III di Germania | Guglielmo I di Germania                                     |                                                                |  |  |       |  |  |                       |  |  |                               |  |
|                                                                | Federico III di Germania | Augusta di Sassonia-Weimar-Eisenach                         |                                                                |  |  |       |  |  |                       |  |  |                               |  |
| Guglielmo II di Germania                                       | Federico III di Germania |                                                             |                                                                |  |  |       |  |  |                       |  |  |                               |  |
|                                                                |                          | Vittoria di Gran Bretagna                                   | Alberto di Sassonia-Coburgo-Gotha                              |  |  |       |  |  |                       |  |  |                               |  |
|                                                                |                          | Vittoria di Gran Bretagna                                   | Alberto di Sassonia-Coburgo-Gotha                              |  |  |       |  |  |                       |  |  |                               |  |
|                                                                |                          | Vittoria di Gran Bretagna                                   | Vittoria del Regno Unito                                       |  |  |       |  |  |                       |  |  |                               |  |
| Vittoria Luisa di Prussia                                      |                          | Vittoria di Gran Bretagna                                   |                                                                |  |  |       |  |  |                       |  |  |                               |  |
|                                                                |                          | Federico VIII di Schleswig-Holstein-Sonderburg-Augustenburg | Cristiano di Schleswig-Holstein-Sonderburg-Augustenburg        |  |  |       |  |  |                       |  |  |                               |  |
|                                                                |                          | Federico VIII di Schleswig-Holstein-Sonderburg-Augustenburg | Cristiano di Schleswig-Holstein-Sonderburg-Augustenburg        |  |  |       |  |  |                       |  |  |                               |  |
|                                                                |                          | Federico VIII di Schleswig-Holstein-Sonderburg-Augustenburg | Luisa Sofia di Danneskiold-Samsøe                              |  |  |       |  |  |                       |  |  |                               |  |
| Augusta Vittoria di Schleswig-Holstein-Sonderburg-Augustenburg |                          | Federico VIII di Schleswig-Holstein-Sonderburg-Augustenburg |                                                                |  |  |       |  |  |                       |  |  |                               |  |
|                                                                |                          | Adelaide di Hohenlohe-Langenburg                            | Ernesto I di Hohenlohe-Langenburg                              |  |  |       |  |  |                       |  |  |                               |  |
|                                                                |                          | Adelaide di Hohenlohe-Langenburg                            | Ernesto I di Hohenlohe-Langenburg                              |  |  |       |  |  |                       |  |  |                               |  |
|                                                                |                          | Adelaide di Hohenlohe-Langenburg                            | Feodora di Leiningen                                           |  |  |       |  |  |                       |  |  |                               |  |
|                                                                |                          | Adelaide di Hohenlohe-Langenburg                            |                                                                |  |  |       |  |  |                       |  |  |                               |  |